# 東京アニメセンターRADIOw
東京アニメセンターRADIOw（とうきょうアニメセンターラジオダブリュー）は、東京アニメセンターで放送されていたインターネットラジオ番組。

## 概要
東京・秋葉原の東京アニメセンター内のサテライトスタジオで毎週火曜日17時から公開録音が行われていた。公開録音の内容はアニメセンター公式サイト内で配信されていた。
2009年3月までは、「東京アニメセンターRADIO」という番組タイトルで放送されていた。
2011年1月10日のアニメセンター一時休館に伴い、2010年12月28日が最終公開録音日となる。